# アウタイール・ゴメス・デ・フィゲイレド
アウタイール (Altair) こと、アウタイール・ゴメス・デ・フィゲイレド（Altair Gomes de Figueiredo, 1938年1月22日 - 2019年8月9日）は、ブラジル・リオデジャネイロ州ニテロイ出身の元同国代表サッカー選手。ブラジル代表として18試合出場。

## 経歴
クラブでは、フルミネンセFC、スポルチ・レシフェでプレーした。フルミネンセでは、歴代4位の551試合に出場した。
代表では、18試合に出場し、2大会連続でFIFAワールドカップに出場した。1962年大会では、控えとして出場し、大会連覇に貢献した。